# Bravo! (revista)
Bravo! é uma publicação brasileira da Editora D'Avila e da Editora Abril que hoje opera em formato digital e com versões trimestrais impressas. É caracterizada por ter como pauta as artes plásticas em geral (pintura, escultura, gravura, fotografia), o cinema, a música, o teatro, a dança, a  literatura, entre outras manifestações culturais. Foi criada em 1997 e encerrou suas atividades em 2013, retornando apenas em 2016.
A publicação é conhecida por fazer análises da Bienal de São Paulo, do Festival de Cinema de Gramado e de outros eventos artísticos. E também por publicar edições especiais com listas das melhores obras de determinado campo da arte, como a lista dos melhores filmes de todos os tempos segundo a Bravo. Já em sua nova fase a publicação se propõe a fazer uma seleção do que melhor se produzir no campo da cultura, no Brasil ou além.
Em 2016, a revista voltou no formato digital, relançada por Helena Bagnoli e Guilherme Wernek, ex-executivos da Editora Abril.